# I Think I Do
I Think I Do (conocida como Creo que sí en España) es una película de 1997 dirigida y escrita por Brian Sloan.

## Trama
La película relata la historia de Bob y Brendan dos amigos y, posteriormente, compañeros de habitación durante sus estudios universitarios. Bob está enamorado de Brendan pero oculta su amor por este por miedo al rechazo. Tras una pelea en una fiesta la noche de San Valentín, la amistad se rompe. 
Cinco años después el grupo de amigos de la universidad se vuelve a reunir en la boda de dos de ellos, Carol y Matt. Bob aparece en la boda con una pareja estable con quien tiene planes de boda, el actor de culebrones Sterling Scott. En un principio Brendan no va a acudir a la boda, pero finalmente aparece. 
Desde los momentos previos a la boda se pueden observar actitudes ambiguas por parte de Brendan hasta que en el banquete posterior a la boda, Brendan termina pidiendo perdón a Bob por lo ocurrido la noche de San Valentín y le besa. Posteriormente le explica que también estaba enamorado de él pero se negaba a aceptarlo.
Las situaciones que se van dando a partir de ese momento nos llevan al desenlace de la película, donde Bob deberá elegir entre su prometido, Sterling Scott, y Brendan.
- Datos: Q3147143